# Chó Polynesia
Chó Polynesia (trước đây là Chó Canis pacificus) đề cập đến một số loại chó đã tuyệt chủng từ các đảo Polynesia. Những con chó này được sử dụng cho các mục đích, kể cả đóng vai trò là bạn đồng hành và đồng thời cũng là thức ăn. Các giống chó này được mang đến đây cùng với gia cầm và lợn đến các đảo khác nhau. Các giống chó này tuyệt chủng vì kết quả của việc lai giống, xảy ra sau khi các giống chó khác được đem đến khu vực.

## Mối quan hệ với con người
Người Polynesia nuôi chó với vai trò làm bạn đồng hành và thức ăn. Cùng với lợn và gà thuần hóa, thịt chó là nguồn protein động vật quan trọng cho quần thể người Polynesia. Đối với hầu hết các phần, các giống chó này được cho ăn một chế độ ăn chay, thức ăn cho chúng là một trong các món bánh mì, dừa, khoai lang hoặc poi được làm từ khoai môn trong khi giống chó Kurī có kích thước lớn hơn chủ yếu ăn cá.
Chúng không bao giờ trở thành chó hoang dã vì sự khan hiếm thức ăn trong các khu rừng nguyên sinh. Chế độ ăn uống và môi trường của các hòn đảo dẫn đến các giống chó có vóc dáng nhỏ và một tính tình ngoan ngoãn và các nhà thám hiểm châu Âu đã mô tả chúng là lười biếng. Chúng được cho là hiếm khi sủa, nhưng thỉnh thoảng lại hú lên.
Các giống chó khác biệt của chó Polynesia đã tuyệt chủng trong thế kỷ 19 và đầu thế kỷ 20 do lai giống với các giống chó Châu Âu được mang đến đây; giảm tiêu thụ thịt chó là một yếu tố góp phần khác.